# Glossaire du jargon des diffuseurs de presse
- Haut – A
- B
- C
- D
- E
- F
- G
- H
- I
- J
- K
- L
- M
- N
- O
- P
- Q
- R
- S
- T
- U
- V
- W
- X
- Y
- Z

## A
AffichageIl s'agit généralement des affichettes qui sont exposées à l'extérieur du point de vente, visant à faire découvrir les sujets développés dans la dernière ou la prochaine parution.
ARMAnnexe Régionale de Messagerie, centre de distribution situé en régions et qui a pour mission d'assurer la logistique des quotidiens parisiens issus du traitement par fac-similé.

## B
BimestrielTitre qui paraît tous les deux mois.
BouillonsTerme pour désigner la presse invendue.

## C
Chasse aux zérosRepérage des titres pour lesquels il n'y a pas d'invendus retournés au dépositaire. Cela peut signifier que des ventes ont été manquées et que des modifications de services à la hausse seraient nécessaires.
Classement verticalOn dit que le classement est vertical lorsque les publications d'un même univers (exemple : les sport-loisirs ou les magazines féminins ou les titres d'actualité ) sont présentées à différentes hauteurs sur un même élément (ou plusieurs consécutifs) de présentoir. Ce type de classement permet au consommateur de choisir l'univers qui l'intéresse sur un élément de présentoir afin de trouver face à lui à différents niveaux les familles associées sans avoir à se déplacer. Chaque élément mesure généralement environ 1,20 mètre de longueur.
CommissionLa commission perçue par le Diffuseur de presse sur les ventes de presse constitue son chiffre d'affaires comptable mais aussi sa marge commerciale. Elle est calculée sur le montant des ventes en prix public réalisées.

### CMV
Complément de Mise en Vente opéré par l'éditeur ou le distributeur lorsque les ventes ont été plus importantes que prévu et qu'il y a un risque de rupture dans les points de vente.

## D
Démarque inconnueLa démarque inconnue correspond aux vols ou aux erreurs de suivi des livraisons ou des ventes ou d'inventaire subis par un point de vente.
DépositaireGrossiste répartiteur qui dessert les diffuseurs de presse (depuis un centre de distribution appelé dépôt).
DéstockageRetour exceptionnel du point de vente sur son fournisseur ; le déstockage porte sur des parutions en cours de vente ; il est autorisé dans certains cas bien particuliers.

### Demande de modification de service
Action par laquelle un Diffuseur de Presse demande à l'Éditeur d'un titre une quantité différente pour une prochaine parution de son titre. En effet les quantités sont décidées par les Éditeurs.

## E
ÉchellePrésentoir à suspendre pour la presse quotidienne.
ÉventailProcédé qui facilite le comptage manuel d'une pile de quotidiens ou de publications périodiques.

## F
Fac-similéSystème de transmission qui permet un traitement décentralisé de la presse quotidienne nationale ; cette possibilité technique permet aux Quotidiens nationaux d'être mis en vente en région à la même heure que la presse quotidienne régionale.
FamilleNom donné à des titres de même nature ou ayant la même destination (exemples : les titres sur la cuisine, les titres destinés aux jeunes enfants).

## G
GodetsAncien terme pour désigner les invendus.

## H
HebdomadaireTitre qui paraît toutes les semaines (exemple: Charlie Hebdo, Marianne).

## I
ImplantationMéthode de classement des Publications (ou d'une famille spécifique) dans les linéaires de presse des points de vente ; elle a pour but notamment de faciliter le repérage des titres par les consommateurs. Le terme implantation désigne également le traitement informatique consistant à déterminer les services des Diffuseurs en fonction des ventes de titres pris en référence.

## L
Labourer le linéaireIl consiste à déplacer une famille de titres ou plusieurs, dans un linéaire de publications périodiques, afin de « casser » les habitudes d'achat des consommateurs. Ce procédé permet, en principe, de faire découvrir d'autres titres aux consommateurs et d'augmenter les ventes.

## M
Mag presseEnseigne gérée par le groupe NAP.
Maison de la presseEnseigne gérée par le groupe NAP.
Mise en avantLes titres mis en avant bénéficient d'une présentation spécifique sur le lieu de vente (présentation en vitrine, à l'entrée du point de vente ou à proximité de la caisse par exemple).
Montant fortPrix exprimé en fonction de la valeur faciale du titre de Presse.
MLPMessageries Lyonnaises de Presse, coopérative de messageries de presse ne distribuant pas de Quotidien.
MultimédiaProduit accompagné d'un DVD. Les produits multimédia ne font pas partie de la Presse mais peuvent être distribués par les messageries de Presse et les dépositaires.

## N
NewsAbréviation de newsmagazine, publication d'actualité hebdomadaire comme Le Point, L'Express, l'Obs ou Marianne abordant des sujets très variés (économie, sciences, politique,
NMPPNouvelles Messageries de la Presse Parisienne ; société de messageries de presse créée en 1947 avec le concours de la librairie Hachette, devenues Presstalis depuis 2009.

## O
OfficeNombre d'exemplaires fournis par l'éditeur pour une parution d'un titre donné en complément de la quantité initiale prévue.
One shotTitre qui ne paraît qu'une seule fois.
OubliéParution qui a fait l'objet d'un rappel en invendu mais que le Diffuseur n'a pas intégralement rendue à son dépositaire. Un délai de rappel supplémentaire existe mais nécessite une procédure de rappel exceptionnelle.
OursL'éditeur est tenu de faire figurer certaines mentions dans chacune de ses parutions. Ces mentions obligatoires figurent dans un espace (ou pavé) appelé l'ours.

## P
PapierTerme très usité dans la profession pour désigner un article de presse écrite.
Papier fraisPapier fourni par l'éditeur par opposition au papier invendu.
Paquet completPaquet qui sort de l'imprimerie. Il contient un nombre d'exemplaires arrondi.
PeopleTitre de Presse évoquant des séquences de vie de personnalités connues.
PHRPresse hebdomadaire régionale : presse hebdomadaire dont la diffusion est régionale, voire départementale.
PileType de présentation dans les points de vente pour les parutions livrées en grande quantité.
PlumeEnseigne en drapeau extérieure (généralement sur fond jaune), positionnée perpendiculairement en façade du point de vente.
Plus-produitProduit vendu en même temps qu'une parution (livre, crayon, gadget....) généralement sous blister.
PLVPublicité sur le lieu de vente.
PQNPresse Quotidienne Nationale : presse quotidienne dont le contenu et la distribution couvrent le territoire national.
PQRPresse Quotidienne Régionale : presse quotidienne spécifique à une région précise.
PriseAutre terme pour désigner la quantité livrée.
Produit d'appelProduit favorisant l'attractivité des clients et une fréquence de passage importante : En Presse, les Quotidiens et les gros hebdomadaires ayant un prix réduit et une forte notoriété sont considérés comme des produits d'appel.
Promo ou promotionAction d'animation commerciale favorisant la vente d'un titre ou d'un ensemble de titres.

## Q
Quotidien du soirQuotidiens qui parait en début d'après-midi (exemple : Le Monde).
QuinzomadaireTitre de presse paraissant tous les 15 jours.

### R
RéassortLe diffuseur de presse qui craint d'être en rupture pour une parution donnée déclenche, dans certains cas, une demande de livraison complémentaire ; cette demande est appelée demande de réassort.
Réglage d'un titreModification à la hausse ou à la baisse du service (quantité prévue en livraison).

## S
SADSociété d'agences et de diffusion ; filiale des NMPP, elle distribue la presse dans 21 grandes villes françaises et sur Monaco.
SasZone sécurisée du point de vente dans laquelle les livreurs déposent les fournitures de presse la nuit.
Sèche-larmesPetits articles pas chers destinés aux enfants ; ceux-ci sont généralement placées près de la caisse à hauteur des yeux des enfants.
SemestrielTitre qui paraît tous les six mois.
ServiceAutre terme pour désigner la quantité prévue en livraison.
SupplémentIl est, par définition du code général des impôts, gratuit. Peut être sous forme de magazine ou journal et nécessite la mention expresse "ne peut être vendu séparément".

## T
TournéeCircuit effectué par un véhicule de livraison du grossiste (dépositaire).
TourniquetPrésentoir rotatif utilisé pour présenter les quotidiens et d'autres produits tels que les DVD, les cartes routières et les cartes postales.
TrimestrielTitre qui paraît tous les trois mois.
Trop vieuxInvendu que l'éditeur refuse de reprendre, la date limite de reprise qu'il a fixée étant dépassée (voir Oublié).

## U
UneLa première page d'un journal. D'où l'expression: « faire la une ».

## V
Vente assistéeOn dit que les articles servis par le commerçant lui-même sont en vente assistée ; par opposition aux articles en libre-service. Le choix est souvent fonction des risques de vol.
Vieux papiersDestination donnée à une partie des invendus. On dit aussi mettre au pilon.

## X
XTitres à caractère pornographique (également appelé IVM : interdit de vente et de présentation aux mineurs).